# نيكولاس اسبينوزا
نيكولاس اسبينوزا (بالإسبانية: Nicolás Espinoza)‏ (و. 1795 – 1845 م) هو سياسي من السلفادور، تولى منصب رئيس السلفادور.
توفي في هندوراس .